# Vacherin d'Abondance
De vacherin d'Abondance is een Franse kaas uit de vallei van de Abondance in het departement Savoie.
De vacherins zijn een groep van kazen die rond de 15e eeuw hun opgang deden in Savoie. De kazen zijn zachter, vetter en smaakvoller dan de tomme de Savoie, maar hadden de vervelende eigenschap door hun zachtheid niet vervoerd te kunnen worden. Om deze reden worden de kazen in een dunne dennenhouten cirkel gedaan, dan kunnen ze wel vervoerd worden. Die houten omhulling heeft een duidelijke invloed op de smaak van de kaas.
De kaas heeft een natuurlijke korst en wordt gemaakt van uitsluitend koemelk. Aan het eind van de rijping is de kaasmassa geel-beige geworden en heeft een licht zoetige smaak. De kaasmassa is smeuïg, en wordt na langere rijping zelfs vloeibaar.